# Агапов, Максим Павлович
Максим Павлович Агапов (род. 20 марта 1988, Фрунзе) — киргизский футболист, вратарь. Выступал за сборную Кыргызстана.

## Карьера

### Клубная карьера
Воспитанник бишкекской футбольной секции «Трудовые резервы», тренеры — Валерий Николаевич Низовцев, Загид Ибрагимович Валиев.
Начал выступать на взрослом уровне в 2004 году в составе молодёжной сборной Кыргызстана, игравшей тогда на правах клуба в высшей лиге. В 2006 году выступал за «Мурас-Спорт», а в первой половине 2007 года — за «Авиатор-ААЛ». В середине 2007 года, после расформирования «Авиатора», перешёл в «Абдыш-Ату», с которой несколько раз становился серебряным призёром чемпионата страны и выигрывал Кубок Кыргызстана. Лучший вратарь Кыргызстана 2009 года.
В 2010 году перешёл в «Нефтчи» (Кочкор-Ата), с которым в том же сезоне стал чемпионом и обладателем Кубка, а на следующий год — серебряным призёром. Принимал участие в матчах Кубка президента АФК.
В 2012 году был в составе узбекского «Хорезма»[уточнить], впоследствии снова играл за «Абдыш-Ату», а также за «ФЦ-95» и за «Дордой», в его составе играл в азиатских клубных турнирах. Сезон 2014 года начал в составе «Алги», но летом вернулся в «Дордой» и стал чемпионом Кыргызстана 2014 года. По окончании сезона 2015 года завершил профессиональную карьеру.

### Карьера в сборной
В составе олимпийской сборной Кыргызстана участвовал в Азиатских играх 2010 года, выходил на поле во всех трёх матчах, а в последней игре против Японии на 78-й минуте был удалён с поля.
В национальной сборной Кыргызстана дебютировал 24 августа 2007 года в матче против Бангладеш. Всего за сборную в 2007—2013 годах сыграл 10 матчей, в которых пропустил 15 голов, в трёх играх оставался «сухим».